# Elecciones presidenciales de Guatemala de 1944
Las elecciones presidenciales de Guatemala de 1944 se llevaron a cabo entre el 17 y 19 de diciembre de 1944 en Guatemala. Fueron las primeras elecciones en las cuales se permitió el voto femenino. Las elecciones fueron ganadas por Juan José Arévalo, con 86.25% de los votos.

## Resultados de las elecciones presidenciales
| Candidato presidencial    | Partido(s)              | Votos   | %     |
| ------------------------- | ----------------------- | ------- | ----- |
| Juan José Arévalo         | FUPA                    | 255.660 | 86,25 |
| Adrián Recinos            | FND-PDC                 | 20.949  | 7,07  |
| Manuel María Herrera      | PTRD                    | 11.062  | 3,73  |
| Guillermo Flores Avendaño | PSD                     | 8.230   | 2,78  |
| Teófilo Díaz Medrano      | PCD                     | 342     | 0,12  |
| Bernardo Alvarado Tello   | FLP                     | 115     | 0,04  |
| Ovidio Pivaral            | PD                      | 22      | 0,01  |
| Francisco Javier Arana    | FLP                     | 12      | 0,001 |
| Clemente Marroquín Rojas  | PAN                     | 5       | 0,001 |
| José Gregorio Díaz        | PAN                     | 5       | 0,001 |
| Luis Cardoza y Aragón     |                         | 3       | 0,001 |
| Miguel Ydígoras Fuentes   |                         | 2       | 0,001 |
| Humberto Robles           |                         | 2       | 0,001 |
| Julio Bianchi             | Partido Centroamericano | 1       | 0,001 |
| Manuel Galich             | FLP                     | 1       | 0,001 |
| Eugenio Silva Peña        | PSD                     | 1       | 0,001 |
| Votos inválidos/blancos   | Votos inválidos/blancos | 6.042   | -     |
| Total                     | Total                   | 302.456 | 100   |